# Lucilla Boari
Lucilla Boari (née le 24 mars 1997 à Mantoue) est une archère italienne.

## Carrière
Après une 4e place par équipes aux Jeux olympiques de 2016, elle remporte le titre individuel lors des Jeux méditerranéens de 2018 et le titre par équipes lors des Jeux européens de 2019. En 2021, elle remporte la médaille de bronze aux Jeux olympiques de 2020 et elle a révélé qu'elle avait une fiancée, Sanne de Laat, une archère néerlandaise.
Aux Jeux méditerranéens de 2022 à Oran, elle est médaillée d'argent en individuel, par équipe et par équipe mixte.
Elle remporte la médaille de bronze par équipes en tir à l'arc classique avec Chiara Rebagliati et Tatiana Andreoli aux Jeux européens de 2023.